# 노키아 루미아 830

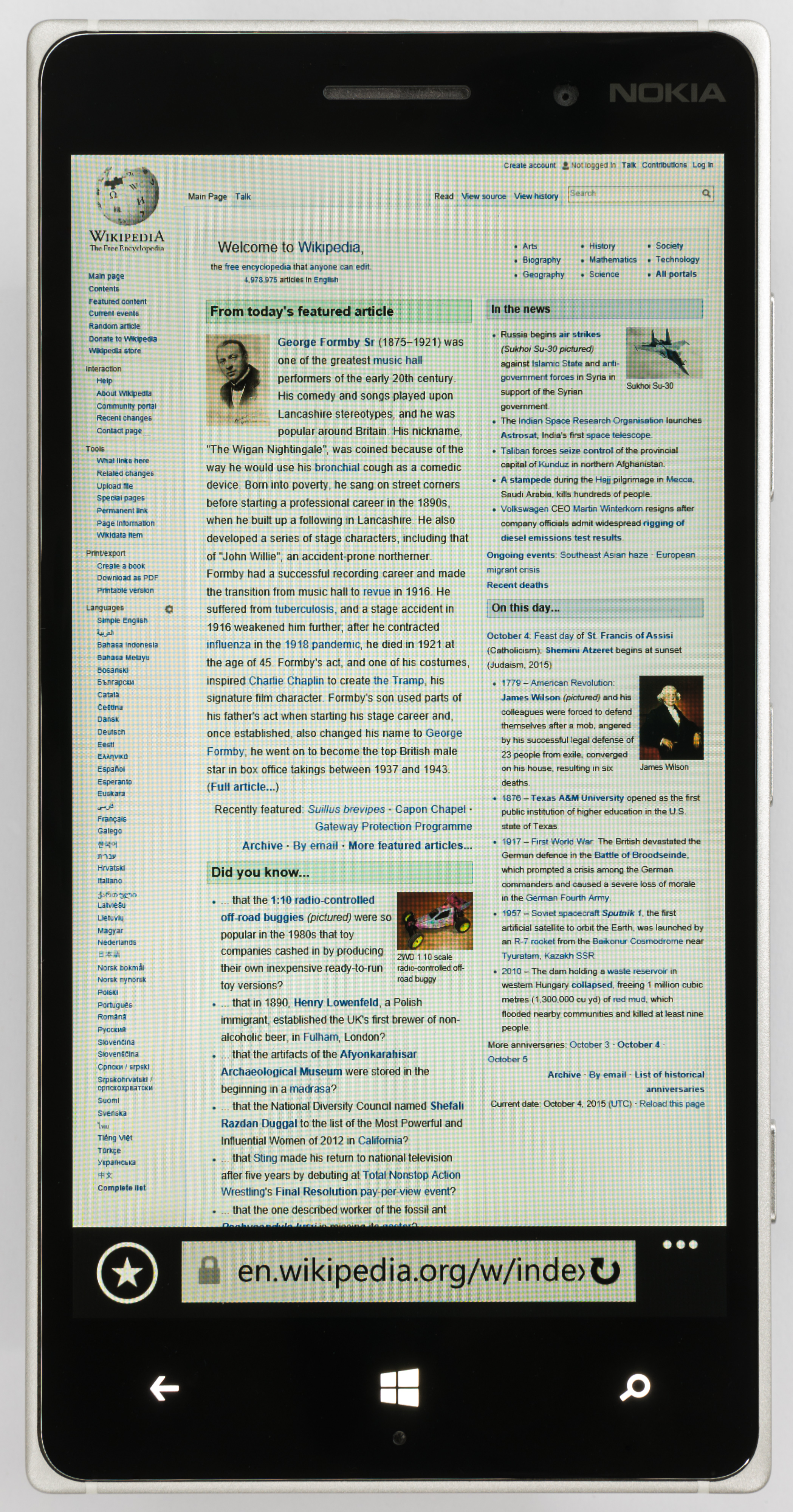

노키아 루미아 830(Nokia Lumia 830)은 마이크로소프트 모바일이 개발한 스마트폰으로, 마이크로소프트의 윈도우 폰 8.1 운영 체제를 실행한다. 노키아 브랜드를 사용한다. 2014년 9월 4일 베를린 국제가전박람회에서 발표되었으며 2014년 10월 출시되었다. 2012년 노키아 루미아 820의 후속작이다.

## 같이 보기
- 마이크로소프트 루미아